# 历史小说
历史小说是小说体裁的一种，遵照历史事件和人物进行铺展描述的书写体，可适当虚构，故事主线顺应历史发展方向，一定程度反映了历史时期的社会面貌。能给予读者一定的教育和启迪。

## 词源
“演义”一词，始见于《后汉书·逸民列传·周党传》：“黨等文不能演義，武不能死君，釣采華名，庶幾三公之位。”

## 历史

### 起源
中国的历史小说之前身是史传中的历史描写。史传经典中有着丰富的文学描述，如《左传》中的战争场面描写，《战国策》中对人物的刻画。《史记》作为纪传体的史书，不少篇章可看作是出色的历史小说片段。而传统的中国小说也是从私人治史、野史笔记中发展出来。《西京杂记》的序言中提到，其书目的是“裨《汉书》之阙”，即作为正统史书的补遗和参照。而真正作为独立体裁的历史小说则始于宋代的讲史话本，如《新编五代史平话》和《宣和遗事》等。宋元时“小说”一词与“讲史”有别，乃是指不以历史演义为题材的较短篇的小说，而讲史话本才是现代概念中以历史为题材的小说。讲史话本奠定了元、明之后传统历史小说的叙事模式。首部成熟的历史小说是元末明初罗贯中所作的《三国志通俗演义》。

### 明清历史小说
宋元讲史话本成系统后，一方面以口头讲话说书的方式流传于民间，另一方面则是以文字形式刊印为小说书籍。明清历史小说如讲史话本一般，以断代史为蓝本，并且在讲史话本分科的基础上形成了一系列的固化分类。春秋列国志系列的有《春秋列国志传》、《东周列国志》、《前七国孙庞演义》、《后七国乐田演义》、《东周列国志辑要》等等。说汉书系统的则有《西汉演义》、《两汉开国中兴传志》、《全汉志传》、《东西汉演义》、《西汉通俗演义》、《东汉十二帝通俗演义志传》、《通俗演义东汉志传题评》等等。说唐的包括已经佚失的罗贯中的《隋唐两朝志传》、杨慎的《批点隋唐两朝志传》以及《徐文长批评隋唐演义》、《说唐全传》、《隋唐演义》、《说唐薛家府传》、《异说征西演义全传》等等。杨家将系统的则有《全像按鉴演义南北两宋志传、《南宋志传通俗演义》、《北宋志传通俗演义》、《北宋金枪全传》、《新编全像杨家府世代忠勇通俗演义》、《天门阵演义十二寡妇征西传》、《万花楼杨包狄演义》、《五虎平西全传》、《五虎平南全传》等等。以岳飞为题材的系列则有明代的《大宋演义中兴列传》、《全像岳武穆精忠传》、《岳武穆尽忠报国传》和清代的《说岳全传》、《精忠全传》等。

#### 历史演义与英雄传奇
明清时期的传统历史小说依内容分为两种。一种是以重大的历史事件为中心，按照正史的历史进程展开叙事的历史演义小说。这类小说以《三国志通俗演义》、《隋唐演义》、《东周列国志》等为代表，重点是描述历史事件，人物描述和刻画居于次要地位，原型是由史书本纪衍化而成的讲史话本。另一种是以一个或一群英雄人物为中心的英雄传奇小说。这类小说以《水浒传》、说岳系列、杨家将系列为代表，强调重要的历史英雄人物对历史的影响，原型是由纪传体史书和列传衍化的讲史话本。

#### 史实与虚构
作为脱胎于史书记载的小说，其中难免掺入了作者的想象与再创作。事实上，即使是正统的史书，也并不会完全仅记载可考的史实。而别号“外史”、“野史”，作为“补正史之遗”、“记正史之未备”的小说，也被古人看作是历史的一种。传统历史小说的叙述方法与史传相同。钱锺书认为，史家撰写历史时，必然要幻想自己身临其境，代入历史角色，揣摩其心理，才能入情入理。这一点上与写小说是相通的。

### 欧美历史小说：十九世纪
西方的历史小说则始于十九世纪。匈牙利哲学家、文艺批评家格奥尔格·卢卡奇认为苏格兰作家沃尔特·司各特开创了历史小说的体裁。他认为司各特首先将历史作为一种社会和文化上的特定背景设定，而不仅仅是叙事的框架。司各特的苏格兰历史小说包括《威弗莱》（1814年）、《罗布·罗伊》（1820年）、《艾凡赫》（《撒克逊劫后英雄传》）、《昆丁·达威尔特》及《十字军英雄记》等。
受司各特影响，法国的浪漫主义作家也开始涉猎历史题材，如大仲马的《三个火枪手》。维克多·雨果的《巴黎圣母院》是十九世纪浪漫主义的历史小说范本，将历史小说从传奇引向现实。之后的《悲惨世界》与《九三年》更是将镜头转向当代，全面展现了法国社会生活的各个方面。此后司汤达的《红与黑》、巴尔扎克的《人间喜剧》都是着力描写法国社会风俗，以此再现历史。法国作家的历史小说作品背景广阔，内容宏大，多为长篇巨制，被称为“大河小说 （法語：roman-fleuve）”。
在美国，有“美国的司各特”之称的詹姆斯·库柏以1821年出版的《间谍》开创了革命历史小说的体裁。与中国传统历史小说不同的是，西方的历史小说不是史书的演义，而是着重以民间普通人的故事，对社会民俗风情的描绘，反映社会和时代的变迁。

### 现代中文历史小说
十九世纪末二十世纪初，西洋小说作为文化舶来品进入中国。晚清的文学家受到西方小说概念启发而提出了“新小说”的派别。与侦探小说、政治小说等其他新体裁不同，晚清的新小说家并没有吸收西方的历史小说概念，仍然以演义体的方式创作历史小说，而其中有些的内容却转换成西方的历史，如《罗马史演义》、《十九世纪演义》、《东欧女豪杰》、《苏格兰独立记》等等。林纾和吳趼人的历史小说以还原历史为主，以爱情描写为线索，但仍然没有完全脱离传统的演义体写法。而最早突破传统历史小说的演义模式，开启现代历史小说先河的，则是曾朴的《孽海花》。
《孽海花》描述了1870年至二十世纪初之间30年的历史。它彻底脱离了传统历史小说以重大历史事件或历史英雄人物为纲的记叙方式，而是注重展现特定时代背景下的社会风情，围绕着可能是虚拟的普通人物展开故事。《孽海花》里的艺术加工和想象不再是为了补全或还原历史，而是为了描述特定环境中个人的生存状态、命运沉浮。这种风格是借鉴了十九世纪法国历史小说的理念。
将现代历史小说发扬光大的是李劼人的《死水微澜》、《暴风雨前》和《大波》三部曲。同样是借鉴十九世纪法国历史小说，李劼人不仅如曾朴一样描绘了社会风情史，而且成功地将恢弘的场景描述和写实的叙事手法融入当代历史的刻画中，因此他的历史小说作品更具有典范意义。